# Plectus effilatus
Plectus effilatus is een rondwormensoort uit de familie van de Plectidae. De wetenschappelijke naam van de soort is voor het eerst geldig gepubliceerd in 1954 door Schuurmans Stekhoven J.H.Jr & Mawson P.M.